# 페르메트현

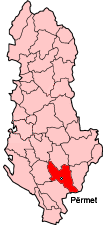
퍼르메트 현의 위치

퍼르메트현(알바니아어: Rrethi i Përmetit)은 알바니아를 구성하는 36개 현 가운데 하나로, 현청 소재지는 페르메트였으며 면적은 929km2, 인구는 26,000명(2004년 기준)이었다. 행정 구역상으로는 지로카스터르 주에 속했다.

## 같이 보기
- 알바니아의 행정구역